# メモリー・オブ・ラブ
『メモリー・オブ・ラブ』は、毎日放送（MBSテレビ）・TBSテレビ系列の昼ドラマ・ドラマ30枠内で2004年12月6日から2005年2月4日まで放送された連続ドラマ。DVD化もされている。

## ストーリー・概要
デザイナーを夢見る19歳の羽純が自動車の人身事故により輸血が必要となり、母親と血の繋がっていないことを知ることからストーリーは始まる。ヒロイン・羽純の7年前からヒロインが26歳の女性に成長するまでの姿が描かれている。
ヒロインが5歳の時に出会った初恋の相手との純愛をメインに描いている。一方、いじめ・嫉妬シーンなどで敵役の存在を目立たせたり、親子間、義理の兄弟間、血を分けた姉妹間の愛憎を描いている。
舞台は、阪神・淡路大震災の直撃から美しい街に復活した神戸。
切ないシーンも多いことから、劇中で出演者が泣くことが非常に多い。デザイン事務所の人々の出演者のさまざまな衣装も、見どころのひとつである。国分佐智子連続ドラマ初主演作品。

## キャスト
- 水沢羽純：国分佐智子

ヒロイン
19歳の時点ではデザイン学校の学生。明が乗った車で事故に逢ったことで明に接近し、さらに5歳のときの初恋相手と分かる。26歳の時点では前職から伊原容子の会社「IHARA」に転職して華菜の下でデザイナーとして働いている。
- 木田明：村上幸平

羽純の5歳のときの初恋の相手。子供を庇った羽純を怪我させたことで思いがけず再会し恋に落ちる。父の再婚で義理の弟となった浩志や実父の貴之と対立して7年間姿を消し、その後羽純の転職先の会社の事業部長となる。
- 伊原華菜：菅原禄弥

羽純の転職先の会社のチーフ。羽純が転職した際の関係は良好だったが、恋仲だった明が羽純に接近すると明に恋するあまり羽純に嫉妬し、羽純が異父姉だとわかるとさらに動揺して、周りの気遣いさえ拒絶して心を閉ざしてしまう。
- 木田志保：石野真子

浩志の母で明の継母。羽純や由紀江とも旧知。貴之と再婚し娘・麻衣を産むも病気を悪化させて逝去する。
- 木田貴之：高岡建治

明の父で浩志の継父。再婚した志保の逝去後、経営していた会社が倒産し、転職して男手一つで娘の麻衣を育てる。
- 木田浩志：原田篤

羽純の幼なじみ。母の再婚で義理の兄になった明と対立する。
- 木田麻衣 (7歳)：浜野華甫

貴之と志保の娘。
- 坂本奈緒：梅宮万紗子

羽純の親友。
- 伊原省吾：清水綋治

羽純の転職先の会社の社長。華菜の父。
- 水沢由紀江：平淑恵

羽純の伯母で育ての母。弟の純也から羽純の養育を託される。
- 伊原容子：かとうかずこ

羽純の才能を最初に見出し、羽純が憧れるデザイナー。華菜の母。羽純の転職先の会社の専務になるが、後に羽純の生みの母であり、華奈とも異父姉妹であることが発覚する。
- 吉本純也：萩原流行

由紀江の弟で羽純の実父。羽純が事故で怪我をするまで叔父と思われていた。デザイナー学校の同期の伊原容子と交際していたが、考えの違いから別れ、パリで容子との間に産まれた羽純を引き取って姉の由紀江に託した。
ほか

## スタッフ
- 脚本：国井桂、篠崎絵里子
- 演出：芝野昌之、亀井弘明、中村和宏
- 音楽：栗山和樹
- 制作：藪内広之、筧憲明
- プロデューサー：芝野昌之、岡田浩祥
- 主題歌「いつか…」（歌・作詞・作曲: 清木場俊介、編曲: 渡辺善太郎）
- 挿入歌「なにもできない」（歌・作詞・作曲: 清木場俊介、編曲: 岩戸崇）